# Міста Німеччини
Станом на 1 січня 2021 в Німеччині є 2054 міста (нім. Städte). Історично, місто асоціюється зі міським правом. Міста з населенням понад 100,000 в Німеччині називаються нім. Großstädte.
Розподіл міст за землями:
| №п/п | Земля                                          | Кількість міст |
| 1    | Баварія (Вільна країна Баварія) (BY)           | 317            |
| 2    | Баден-Вюртемберг (BW)                          | 314            |
| 3    | Північний Рейн-Вестфалія (NW)                  | 272            |
| 4    | Гессен (HE)                                    | 191            |
| 5    | Саксонія (Вільна держава Саксонія) (SN)        | 169            |
| 6    | Нижня Саксонія (NI)                            | 159            |
| 7    | Рейнланд-Пфальц (RP)                           | 130            |
| 8    | Тюрингія (Вільна країна Тюрингія) (TH)         | 117            |
| 9    | Бранденбург (BB)                               | 113            |
| 10   | Саксонія-Ангальт (ST)                          | 104            |
| 11   | Мекленбург-Передня Померанія (MV)              | 84             |
| 12   | Шлезвіг-Гольштайн (SH)                         | 63             |
| 13   | Саар (SL)                                      | 17             |
| 14   | Бремен (Вільне ганзейське місто Бремен) (HB)   | 2              |
| 15   | Берлін (BE)                                    | 1              |
| 16   | Гамбург (Вільне ганзейське місто Гамбург) (HH) | 1              |

## Список міст

### А
| | | |
| Аален (BW) Аах (BW) Аахен (NW) Абенберг (BY) Абенсберг (BY) Агаус (NW) Адельсгайм (BW) Аденау (RP) Адорф (SN) Айбельштадт (BY) Айбеншток (SN) Айзенах (TH) Айзенберг (RP) Айзенберг (TH) Айзенгюттенштадт (BB) Айленбург (SN) Айнбек (NI) Айслебен, Lutherstadt (ST) Айслінген (BW) Айсфельд (TH) Айхах (BY) Айхштет (BY) Айхталь (BW) Акен (ST) Ален (NW) Аллендорф (HE) Альбштадт (BW) Альпірсбах (BW) | Альсдорф (NW) Альслебен (ST) Альсфельд (HE) Альтдорф-бай-Нюрнберг (BY) Альтена (NW) Альтенберг (SN) Альтенбург (TH) Альтенкірхен (RP) Альтентрептов (MV) Альтенштайг (BW) Альтеттінг (BY) Альтландсберг (BB) Альфельд (NI) Альцай (RP) Альценау (BY) Альштедт (ST) Амберг (BY) Аменебург (HE) Аморбах (BY) Аморбах (BY) Amt Creuzburg (TH) An der Schmücke (TH) Ангермюнде (BB) Андернах (RP) Анклам, Hansestadt (MV) Аннаберг-Бухгольц (SN) Аннабург (ST) Аннвайлер-ам-Тріфельс (RP) | Ансбах (BY) Апольда (TH) Арендзе (ST) Аренсбург (SH) Арнебург (ST) Арніс (SH) Арнсберг (NW) Арнштадт (TH) Арнштайн (ST) Арнштайн (BY) Артерн (TH) Арцберг (BY) Аслар (HE) Асперг (BW) Аттендорн (NW) Ауб (BY) Аугсбург (BY) Аугустусбург (SN) Aue-Bad Schlema (SN) Ауербах (SN) Ауербах-ін-дер-Оберпфальц (BY) Аулендорф (BW) Аума-Вайдаталь (TH) Аурих (NI) Ахерн (BW) Ахім (NI) Ашаффенбург (BY) Ашерслебен (ST) |

### Б
| | | |
| Бабенгаузен (HE) Бад-Айблінг (BY) Бад-Арользен (HE) Бад-Бельциг (BB) Бад-Бентгайм (NI) Бад-Бергцаберн (RP) Бад-Берка (TH) Бад-Берлебург (NW) Бад-Бернек-ім-Фіхтельгебірге (BY) Бад-Бефензен (NI) Бад-Бібра (ST) Бад-Бланкенбург (TH) Бад-Брайзіг (RP) Бад-Брамштедт (SH) Бад-Брюккенау (BY) Бад-Вальдзее (BW) Бад-Верісгофен (BY) Бад-Вільдбад (BW) Бад-Вільдунген (HE) Бад-Вільснак (BB) Бад-Вімпфен (BW) Бад-Віндсгайм (BY) Бад-Вурцах (BW) Бад-Вюнненберг (NW) Бад-Гандерсгайм (NI) Бад-Гарцбург (NI) Бад-Геннінген (RP) Бад-Герренальб (BW) Бад-Герсфельд (HE) Бад-Гомбург (HE) Бад-Гоннеф (NW) Бад-Готтлойба-Берггісгюбель (SN) Бад-Грісбах (BY) Бад-Доберан (MV) Бад-Дрібург (NW) Бад-Дюбен (SN) Бад-Дюркгайм (RP) Бад-Дюрргайм (BW) Бад-Дюрренберг (ST) Бад-Ельстер (SN) Бад-Емс (RP) Баден-Баден (BW) Бад-Енгаузен (NW) Баденське Бухау (BW) Бад-Закса (NI) Бад-Зальцдетфурт (NI) Бад-Зальцунген (TH) Бад-Зальцуфлен (NW) Бад-Заульгау (BW) Бад-Зегеберг (SH) Бад-Зеккінген (BW) Бад-Зобернгайм (RP) Бад-Зоден (HE) Бад-Зоден-Аллендорф (HE) Бад-Зоден-Зальмюнстер (HE) Бад-Зульца (TH) Бад-Зюльце (MV) Бад-Ібург (NI) Бад-Камберг (HE) Бад-Карлсгафен (HE) Бад-Кеніг (HE) Бад-Кенігсгофен (BY) Бад-Кестріц (TH) Бад-Кецтінг (BY) Бад-Кіссінген (BY) Бад-Кройцнах (RP) Бад-Кроцінген (BW) Бад-Лаасфе (NW) Бад-Лангензальца (TH) Бад-Лаузік (SN) Бад-Лаутерберг (NI) Бад-Лаухштедт (ST) Бад-Лібенверда (BB) Бад-Лібенцелль (BW) Бад-Лібенштайн (TH) Бад-Ліппшпрінге (NW) Бад-Лобенштайн (TH) Бад-Марінберг (RP) Бад-Мергентгайм (BW) Бад-Мускау (SN) Бад-Мюндер (NI) Бад-Мюнстерайфель (NW) Бад-Наугайм (HE) Бад-Ненндорф (NI) Бад-Ноєнар-Арвайлер (RP) Бад-Нойштадт-ан-дер-Заале (BY) Бад-Ольдесло (SH) Бад-Орб (HE) | Бад-Пірмонт (NI) Бад-Райхенгалль (BY) Бад-Раппенау (BW) Бад-Родах (BY) Бад-Тайнах-Цафельштайн (BW) Бад-Тельц (BY) Бад-Теннштедт (TH) Бад-Урах (BW) Бад-Фаллінгбостель (NI) Бад-Фільбель (HE) Бад-Фраєнвальде (BB) Бад-Франкенгаузен (TH) Бад-Фрідріхсгалль (BW) Бад-Шандау (SN) Бад-Швальбах (HE) Бад-Швартау (SH) Бад-Шмідеберг (ST) Бад-Штаффельштайн (BY) Бад-Шуссенрід (BW) Баєрсдорф (BY) Байльнгріс (BY) Байльштайн (BW) Байройт (BY) Бакнанг (BW) Балінген (BW) Балленштедт (ST) Бальве (NW) Бамберг (BY) Барбі (ST) Баргтегайде (SH) Барзінггаузен (NI) Бармштедт (SH) Барнтруп (NW) Барт (MV) Барут (BB) Басвайлер (NW) Бассум (NI) Баттенберг (HE) Баумгольдер (RP) Баунаталь (HE) Баунах (BY) Бауцен (SN) Бахарах (RP) Беблінген (BW) Бебра (HE) Беверунген (NW) Бедбург (NW) Безігайм (BW) Беккум (NW) Бексбах (SL) Белен (SN) Беліц (BB) Бельгерн-Шильдау (SN) Бендорф (RP) Беннігайм (BW) Бенсгайм (HE) Берга (TH) Берггайм (NW) Берген (NI) Берген-ауф-Рюген (MV) Бергіш-Гладбах (NW) Бергкамен (NW) Бергнойштадт (NW) Берзенбрюк (NI) Берлін (BE, Bundeshauptstadt) Бернау (BB) Бернау (BY) Бернбург (ST) Бернкастель-Кус (RP) Бернсдорф (SN) Бернштадт-ауф-дем-Айген (SN) Берхінг (BY) Бесков (BB) Бетценштайн (BY) Бецдорф (RP) Біберах-на-Рісі (BW) Біденкопф (HE) Бізенталь (BB) Білефельд (NW) Біллербек (NW) Бінген-ам-Райн (RP) Біркенфельд (RP) Бісмарк (ST) Бітбург (RP) Бітігайм-Біссінген (BW) Біттерфельд-Вольфен (ST) Бішофсверда (SN) Бішофсгайм-ан-дер-Рен (BY) | Бланкенбург (ST) Бланкенгайн (TH) Блаубойрен (BW) Блауштайн (BW) Блекеде (NI) Бліскастель (SL) Бломберг (NW) Блумберг (BW) Бляйхероде (TH) Бобінген (BY) Боген (BY) Боденвердер (NI) Бойценбург (MV) Бокенем (NI) Боксберг (BW) Бонн (NW, Bundesstadt) Бонндорф (BW) Боппард (RP) Бопфінген (BW) Борггольцгаузен (NW) Боргентрайх (NW) Боркен (HE) Боркен (NW) Боркум (NI) Борна (SN) Борнгайм (NW) Боттроп (NW) Бохольт (NW) Бохум (NW) Брайзах (BW) Браке (NI) Бракель (NW) Браккенгайм (BW) Брамше (NI) Бранденбург-на-Гафелі (BB) Бранд-Ербісдорф (SN) Брандіс (SN) Браубах (RP) Браунлаге (NI) Браунсбедра (ST) Браунфельс (HE) Брауншвейг (NI) Бредштедт (SH) Breckerfeld (NW) Бремен, Stadtgemeinde (HB) Бремергафен, Stadtgemeinde (HB) Бремерферде (NI) Бреттен (BW) Брілон (NW) Бройберг (HE) Бройнлінген (BW) Броттероде-Трузеталь (TH) Брунсбюттель (SH) Брухзаль (BW) Брухкебель (HE) Брюель (MV) Брюк (BB) Брюль (NW) Брюссов (BB) Буков (BB) Букстегуде (NI) Бург (ST) Бургау (BY) Бургбернгайм (BY) Бургведель (NI) Бурггаузен (BY) Бургдорф (NI) Бургленгенфельд (BY) Бургунштадт (BY) Бург-Штаргард (MV) Бургштедт (SN) Бурладінген (BW) Буршайд (NW) Бухгольц-ін-дер-Нордгайде (NI) Бухен (BW) Бухлое (BY) Буцбах (HE) Бюдельсдорф (SH) Бюдінген (HE) Бюккебург (NI) Бюль (BW) Бюнде (NW) Бюргель (TH) Бюрен (NW) Бюрштадт (HE) Бютцов (MV) |

### В
| | | |
| Вагойзель (BW) Вадерн (SL) Вазунген (TH) Вайблінген (BW) Вайбштадт (BW) Вайда (TH) Вайден (BY) Вайкерсгайм (BW) Вайльбург (HE) Вайльгайм-ан-дер-Тек (BW) Вайльгайм-ін-Обербаєрн (BY) Вайль-дер-Штадт (BW) Вайль-на-Рейні (BW) Вайнгайм (BW) Вайнгартен (BW) Вайнсберг (BW) Вайнштадт (BW) Вайсвассер (SN) Вайсенберг (SN) Вайсенгорн (BY) Вайсензе (TH) Вайсентурм (RP) Вайсенфельс (ST) Вайсмайн (BY) Вайссенбург-у-Баварії (BY) Вайссенштадт (BY) Вайтерштадт (HE) Вайшенфельд (BY) Валленфельс (BY) Валльдорф (BW) Валльдюрн (BW) Вальдбрель (NW) Вальдгайм (SN) Вальдек (HE) Вальденбург (BW) Вальденбург (SN) Вальденбух (BW) Вальдерсгоф (BY) Вальдзассен (BY) Вальдкаппель (HE) Вальдкірх (BW) Вальдкірхен (BY) Вальдкрайбург (BY) Вальдмор (RP) Вальдмюнхен (BY) Вальдсгут-Тінген (BW) Вальсроде (NI) Вальтерсгаузен (TH) Вальтроп (NW) Вальштедт (SH) Ванген-в-Алльгої (BW) Ванфрід (HE) Ванцлебен-Берде (ST) Варбург (NW) | Варен (MV) Варендорф (NW) Варін (MV) Варштайн (NW) Вассенберг (NW) Вассербург-ам-Інн (BY) Вассертрюдінген (BY) Вахенгайм (RP) Вегберг (NW) Вегелебен (ST) Ведель (SH) Везель (NW) Везенберг (MV) Веймар (TH) Вельцгайм (BW) Вельцов (BB) Вемдінг (BY) Вендлінген (BW) Венер (NI) Вер (BW) Вербен (ST) Вердау (SN) Вердер (BB) Вердоль (NW) Верль (NW) Верльте (NI) Вермельскірхен (NW) Вернау (BW) Верне (NW) Вернігероде (ST) Вернойхен (BB) Werra-Suhl-Tal (TH) Веррштадт (RP) Верт-ам-Майн (BY) Верт-ам-Райн (RP) Верт-ан-дер-Донау (BY) Вертгайм (BW) Вертер (NW) Вертінген (BY) Весселінг (NW) Вессельбурен (SH) Вестербург (RP) Вестерштеде (NI) Веттер (HE) Wetter (Ruhr) (NW) Веттін-Лебеюн (ST) Вехтерсбах (HE) Вецлар (HE) Вик-ауф-Фер (SH) Віддерн (BW) Візенштайг (BW) Віллебадессен (NW) Вілліх (NW) Віль (NW) | Вільгельмсгафен (NI) Вільдау (BB) Вільдберг (BW) Вільденфельс (SN) Вільдесгаузен (NI) Вількау-Гаслау (SN) Вільсдруфф (SN) Вільстер (SH) Вільтен (SN) Віндішешенбах (BY) Віндсбах (BY) Вінзен (NI) Вінненден (BW) Вінтерберг (NW) Віпперфюрт (NW) Віргес (RP) Вісбаден (HE, адмін. центр) Віслох (BW) Вісмар, Hansestadt (MV) Вісмор (NI) Віссен (RP) Віттен (NW) Віттенберг (ST) Віттенберге (BB) Віттенбург (MV) Віттінген (NI) Віттіхенау (SN) Віттліх (RP) Віттмунд (NI) Віттшток (BB) Вітценгаузен (HE) Вольгаст (MV) Вольдег (MV) Волькенштайн (SN) Вольмірштедт (ST) Вольфах (BW) Вольфгаген (HE) Вольфенбюттель (NI) Вольфрамс-Ешенбах (BY) Вольфратсгаузен (BY) Вольфсбург (NI) Вольфштайн (RP) Вормс (RP) Вріцен (BB) Вунзідель (BY) Вунсторф (NI) Вупперталь (NW) Вурцбах (TH) Вурцен (SN) Вустров (NI) Вюльфрат (NW) Вюрзелен (NW) Вюрцбург (BY) |

### Г
| | | |
| Гаггенау (BW) Гагенбах (RP) Гагенов (MV) Гаґен (NW) Гадамар (HE) Гадебуш (MV) Гаєр (SN) Газелюнне (NI) Гайгер (HE) Гайгерлох (BW) Гайде (SH) Гайдек (BY) Гайдельберг (BW) Гайденау (SN) Гайденгайм-ан-дер-Бренц (BW) Гайза (TH) Гайзельгерінг (BY) Гайзенгайм (HE) Гайзенфельд (BY) Geisingen (BW) Гайленкірхен (NW) Гайлігенгаус (NW) Гайлігенгафен (SH) Гайльбад-Гайлігенштадт (TH) Гайльбронн (BW) Гайльдорф (BW) Гайльсбронн (BY) Гаймбах (NW) Гаймсгайм (BW) Гайніхен (SN) Гайнсберг (NW) Гайслінген (BW) Гайслінген-ан-дер-Штайге (BW) Гайтайн (SN) Гайтербах (BW) Гайтерсгайм (BW) Гаїнген (BW) Галле (NW) Галле (ST) Галленберг (NW) Гальберштадт (ST) Гальденслебен (ST) Гальтерн-ам-Зее (NW) Гальфер (NW) Галльштадт (BY) Гамбург, Freie und Hansestadt (HH) Гамельн (NI) Гамм (NW) Гаммельбург (BY) Гаммертінген (BW) Гаммінкельн (NW) Ган (NW) Ганау (HE) Ганновер (NI, адмін. центр) Ганноверш-Мюнден (NI) Гарбзен (NI) Гарбург (BY) Гардегзен (NI) Гарделеген (ST) Гардінг (SH) Гарен (NI) Гарзевінкель (NW) Гарта (SN) Гартенштайн (SN) Гархінг-бай-Мюнхен (BY) Гарц (BB) Гарц (MV) Гарцгероде (ST) Гаслах-ім-Кінцигталь (BW) Гасфурт (BY) Гаттерсгайм-ам-Майн (HE) Hattingen (NW) Гау-Альгесгайм (RP) Гаузах (BW) Гауценберг (BY) Гафельберг (ST) Гафельзе (BB) Гахенбург (RP) Гацфельд (HE) Гебезе (TH) Gevelsberg (NW) Гедерн (HE) Geestland (NI) Гезеке (NW) Геклінген (ST) Гекстедт-ан-дер-Донау (BY) Гекстер (NW) Heldburg (TH) Гельдерн (NW) Гельзенкірхен (NW) Гельмбрехтс (BY) | Гельмштедт (NI) Гельнгаузен (HE) Гемау (BY) Гемер (NW) Геммінген (NI) Hemmoor (NI) Гемсбах (BW) Гемюнден (HE) Гемюнден-ам-Майн (BY) Генгенбах (BW) Геннеф (NW) Геннігсдорф (BB) Гентін (ST) Георгсмарієнгютте (NI) Геппенгайм (HE) Геппінген (BW) Гера (TH) Герабронн (BW) Гербольцгайм (BW) Герборн (HE) Гербрехтінген (BW) Гербштайн (HE) Гербштедт (ST) Гер-Гренцгаузен (RP) Herdecke (NW) Герден (NI) Гердорф (RP) Геретсрід (BY) Герінген (TH) Герінген (HE) Герінгсвальде (SN) Герлінген (BW) Герліц (SN) Гермерінг (BY) Гермерсгайм (RP) Гермескайль (RP) Гермсдорф (TH) Герне (NW) Гернсбах (BW) Гернсгайм (HE) Герольцгофен (BY) Герольштайн (RP) Герренберг (BW) Герріден (BY) Геррнгут (SN) Герсбрук (BY) Герстгофен (BY) Герстель (NW) Герсфельд (HE) Гертен (NW) Герфорд (NW) Герцберг (BB) Герцберг-ам-Гарц (NI) Герцогенаурах (BY) Герцогенрат (NW) Гесніц (TH) Гессіш-Ліхтенау (HE) Гессіш-Ольдендорф (NI) Гестгахт (SH) Геттінген (BW) Геттінген (NI) Геттштедт (ST) Гефель (TH) Гефрес (BY) Гехінген (BW) Гехштадт (BY) Гешер (NW) Гіллесгайм (RP) Гільдбурггаузен (TH) Гільден (NW) Гільдесгайм (NI) Гільпольтштайн (BY) Гільхенбах (NW) Гінген (BW) Гінсгайм-Густафсбург (HE) Гіршау (BY) Гіршберг (TH) Гіршгорн (HE) Гіссен (HE) Гітцакер (NI) Гіфгорн (NI) Гладбек (NW) Гладенбах (HE) Гласгютте (SN) Глаухау (SN) Глінде (SH) Глюксбург (SH) Глюкштадт (SH) Гноєн (MV) Гоенберг-ан-дер-Егер (BY) Гоенлойбен (TH) | Гоенмельзен (ST) Гоен-Ноєндорф (BB) Гоенштайн-Ернстталь (SN) Гоєрсверда (SN) Гойбах (BW) Гойзенштамм (HE) Гоккенгайм (BW) Гольдберг (MV) Гольдкронах (BY) Гольсен (BB) Гольфельд (BY) Гольцгерлінген (BW) Гольцмінден (NI) Гомберг (HE) Гомберг (HE) Гомбург (SL) Гоммерн (ST) Гонштайн (SN) Горб-ам-Неккар (BW) Горн-Бад-Майнберг (NW) Горнбах (RP) Горнберг (BW) Горстмар (NW) Гослар (NI) Гота (TH) Гоф (BY) Гофгайм (BY) Гофгайм (HE) Гофгайсмар (HE) Гох (NW) Гохгайм-ам-Майн (HE) Гоя (NI) Грабов (MV) Грайфсвальд, Hansestadt (MV) Грайц (TH) Гранзе (BB) Графенау (BY) Графенвер (BY) Графінг (BY) Гребенау (HE) Гребенштайн (HE) Гревенброх (NW) Гредінг (BY) Гредіц (SN) Гренінген (ST) Грефен (NW) Грефенберг (BY) Грефенгайніхен (ST) Грефенталь (TH) Грефесмюлен (MV) Грімма (SN) Гріммен (MV) Грісгайм (HE) Гройсен (TH) Гройч (SN) Гронау (NI) Гронау (NW) Гросальмероде (HE) Грос-Біберау (HE) Гросботтвар (BW) Гросбрайтенбах (TH) Грос-Герау (HE) Гросенгайн (SN) Гросрерсдорф (SN) Гросрешен (BB) Грос-Умштадт (HE) Гросширма (SN) Грюнберг (HE) Грюнгайн-Баєрфельд (SN) Грюнсфельд (BW) Грюнштадт (RP) Губен (BB) Гуденсберг (HE) Гузум (SH) Гуммерсбах (NW) Гунген (HE) Гундельсгайм (BW) Гундельфінген-ан-дер-Донау (BY) Гунценгаузен (BY) Гюглінген (BW) Гюккельгофен (NW) Гюккесваген (NW) Гюнфельд (HE) Гюнцбург (BY) Гюрт (NW) Гюстен (ST) Гюстров (MV) Гютерсло (NW) Гюфінген (BW) Гюцков (MV) |

### Д
| | | |
| Дааден (RP) Дайдесгайм (RP) Дален (SN) Даме (BB) Дамме (NI) Дан (RP) Данненберг (NI) Даргун (MV) Дармштадт (HE) Дассель (NI) Дассов (MV) Даттельн (NW) Даун (RP) Дахау (BY) Дебельн (SN) Деберн (BB) Деггендорф (BY) Деліч (SN) Дельбрюк (NW) Дельменгорст (NI) Деміц (MV) Деммін, Hansestadt (MV) Дессау-Росслау (ST) | Детмольд (NW) Деттельбах (BY) Дібург (HE) Ділленбург (HE) Діллінген (SL) Діллінген-на-Дунаї (BY) Дімельштадт (HE) Дінгельштедт (TH) Дінгольфінг (BY) Дінкельсбюль (BY) Дінклаге (NI) Дінслакен (NW) Діпгольц (NI) Діппольдісвальде (SN) Дірдорф (RP) Діссен (NI) Дітенгайм (BW) Дітфурт (BY) Дітценбах (HE) Дітцинген (BW) Діц (RP) Доберлуг-Кірхгайн (BB) Домміч (SN) | Дона (SN) Донауверт (BY) Донауешинген (BW) Донцдорф (BW) Дормаген (NW) Дорнбург-Камбург (TH) Дорнган (BW) Дорнштеттен (BW) Дорстен (NW) Дортмунд (NW) Дорфен (BY) Драйайх (HE) Дрансфельд (NI) Дребкау (BB) Дрезден (SN, адмін. центр) Дренштайнфурт (NW) Дрольсгаген (NW) Дудерштадт (NI) Дуйсбург (NW) Дюльмен (NW) Дюрен (NW) Дюссельдорф (NW, адмін. центр) |

### Е
| | | |
| Ебелебен (TH) Ебербах (BW) Еберманнштадт (BY) Еберн (BY) Еберсбах-ан-дер-Фільс (BW) Еберсбах-Нойгерсдорф (SN) Еберсберг (BY) Еберсвальде (BB) Ебісфельде-Веферлінген (ST) Еггезін (MV) Еггенфельден (BY) Егельн (ST) Егінген (BW) Еденкобен (RP) Едеран (SN) Езенс (NI) Екартсберга (ST) Екернферде (SH) Еллінген (BY) Елльванген (BW) Ельде (NW) Ельмсгорн (SH) Ельріх (TH) Ельсдорф (NW) Ельсніц (SN) Ельсніц (SN) | Ельстерберг (SN) Ельстерверда (BB) Ельстра (SN) Ельсфлет (NI) Ельтвілле-ам-Райн (HE) Ельтерляйн (SN) Ельтманн (BY) Ельцах (BW) Ельце (NI) Емден (NI) Еммельсгаузен (RP) Еммендінген (BW) Еммеріх-ам-Райн (NW) Емсдеттен (NW) Енген (BW) Енгер (NW) Ендінген-ам-Кайзерштуль (BW) Ennepetal (NW) Еннігерло (NW) Еппельгайм (BW) Еппінген (BW) Еппштайн (HE) Ербах-ан-дер-Донау (BW) Ербах-ім-Оденвальд (HE) Ербендорф (BY) Ервітте (NW) | Ердінг (BY) Еренфрідерсдорф (SN) Ерінген (BW) Еркеленц (NW) Еркнер (BB) Еркрат (NW) Ерланген (BY) Ерленбах-ам-Майн (BY) Ерлензе (HE) Ерлінггаузен (NW) Ерфтштадт (NW) Ерфурт (TH, адмін. центр) Еспелькамп (NW) Ессен (NW) Есслінген-на-Некарі (BW) Естрінген (BW) Естріх-Вінкель (HE) Еттенгайм (BW) Еттінген-ін-Баєрн (BY) Еттлінген (BW) Ешборн (HE) Ешвайлер (NW) Ешвеге (HE) Ешенбах-ін-дер-Оберпфальц (BY) Ешерсгаузен (NI) |

### Є
|                      |                      |             |
| Єна (TH) Єріхов (ST) | Єссен (ST) Єфер (NI) | Єштадт (SN) |

### З
| | | |
| Заальбург-Еберсдорф (TH) Заальфельд (TH) Зайда (SN) Зайфгеннерсдорф (SN) Заксенгаген (NI) Заксенгайм (BW) Зальцведель, Hansestadt (ST) Зальцгіттер (NI) Зальцкоттен (NW) Зангергаузен (ST) Зандау (ST) Зандерсдорф-Брена (ST) Занкт-Аугустін (NW) Занкт-Блазієн (BW) Занкт-Вендель (SL) Занкт-Георген-ім-Шварцвальд (BW) Занкт-Гоар (RP) Занкт-Гоарсгаузен (RP) Занкт-Інгберт (SL) Зарштедт (NI) Зассенберг (NW) Зассніц (MV) Зебніц (SN) | Зезен (NI) Зеланд (ST) Зелігенштадт (HE) Зелов (BB) Зельб (BY) Зельбіц (BY) Зельм (NW) Зельтерс (RP) Зельце (NI) Земмерда (TH) Зенде (NI) Зенден (BY) Зенденгорст (NW) Зенфтенберг (BB) Зеслах (BY) Зехаузен (ST) Зике (NI) Зігбург (NW) Зігмарінген (BW) Зіґен (NW) Зімбах-ам-Інн (BY) Зіммерн (RP) Зінген (BW) | Зіндельфінген (BW) Зінсгайм (BW) Зінциг (RP) Золінген (NW) Зольмс (HE) Зольтау (NI) Зондерсгаузен (TH) Зоннеберг (TH) Зонневальде (BB) Зонтгофен (BY) Зонтра (HE) Зост (NW) Зулінген (NI) Зуль (TH) Зульц-ам-Неккар (BW) Зульцбах (SL) Зульцбах-Розенберг (BY) Зульцбург (BW) Зундерн (NW) Зюдліхес-Ангальт (ST) Зюсен (BW) |

### І
| | |                                                                                                |
| Іббенбюрен (NW) Іберлінген (BW) Ідар-Оберштайн (RP) Ідштайн (HE) Ізерлон (NW) Іллертіссен (BY) Ільзенбург (ST) | Ільменау (TH) Ільсгофен (BW) Ільцен (NI) Імменгаузен (HE) Імменштадт (BY) Інгельгайм-ам-Райн (RP) Інгельфінген (BW) | Інгольштадт (BY) Іпгофен (BY) Існи-ім-Алльгой (BW) Іссельбург (NW) Ітцего (SH) Іхенгаузен (BY) |

### Й
|                  |                         |  |
| Йоахімсталь (BB) | Йоганнгеоргенштадт (SN) |  |

### К
| | | |
| Каарст (NW) Кайзерзеш (RP) Кайзерслаутерн (RP) Кала (TH) Калау (BB) Кальбе (ST) Кальбе (ST) Кальв (BW) Калькар (NW) Кальтенкірхен (SH) Кальтеннордгайм (TH) Кам (BY) Камен (NW) Каменц (SN) Камп-Лінтфорт (NW) Кандель (RP) Кандерн (BW) Каппельн (SH) Карбен (HE) Карлсруе (BW) Карлштадт-ам-Майн (BY) Кассель (HE) Кастеллаун (RP) Кастроп-Рауксель (NW) Катценельнбоген (RP) Кауб (RP) Кауфбойрен (BY) Квакенбрюк (NI) Кведлінбург (ST) Кверфурт (ST) Квікборн (SH) Кевелар (NW) Келледа (TH) Келлінггузен (SH) Кель (BW) Кельбра (ST) Кельгайм (BY) Келькгайм (HE) Кельн (NW) Кельстербах (HE) Кемберг (ST) Кемнат (BY) | Кемпен (NW) Кемптен (BY) Кенігзе-Роттенбах (TH) Кенігсберг (BY) Кенігсбрунн (BY) Кенігсбрюк (SN) Кенігсвінтер (NW) Кенігс-Вустергаузен (BB) Кенігслуттер (NI) Кенігштайн (SN) Кенігштайн-ім-Таунус (HE) Кеннерн (ST) Кенцинген (BW) Керпен (NW) Кетен (ST) Кетцин (BB) Кильбург (RP) Киріц (BB) Кіль (SH, адмін. центр) Кірн (RP) Кірспе (NW) Кірторф (HE) Кірхберг (RP) Кірхберг (SN) Кірхберг-ан-дер-Ягст (BW) Кірхгаймболанден (RP) Кірхгайм-унтер-Тек (BW) Кірхгайн (HE) Кірхен (RP) Кірхенламіц (BY) Кітцінген (BY) Кічер (SN) Клаусталь-Целлерфельд (NI) Клеве (NW) Клетце (ST) Клінген (TH) Клінгенберг-ам-Майн (BY) Клінгенталь (SN) Клоппенбург (NI) Клюц (MV) Кніттлінген (BW) Кобленц (RP) | Кобург (BY) Кольбермор (BY) Кольдіц (SN) Констанц (BW) Конц (RP) Корбах (HE) Корнвестгайм (BW) Корнталь-Мюнхінген (BW) Коршенброх (NW) Косвіг (ST) Косвіг (SN) Косфельд (NW) Котбус (BB) Кохем (RP) Крайльсгайм (BW) Крайхталь (BW) Краков-ам-Зее (MV) Краніхфельд (TH) Краутгайм (BW) Креглінген (BW) Креммен (BB) Кремпе (SH) Крепелін (MV) Крефельд (NW) Кріммічау (SN) Кріфіц (MV) Кройсен (BY) Кройцталь (NW) Кронах (BY) Кронберг (HE) Кроппенштедт (ST) Крумбах (BY) Ксантен (NW) Кузель (RP) Куксгафен (NI) Кульмбах (BY) Куппенгайм (BW) Купферберг (BY) Кюлунгсборн (MV) Кюльсгайм (BW) Кюнцельзау (BW) |

### Л
| | | |
| Лааге (MV) Лаатцен (NI) Лаге (NW) Ладенбург (BW) Лайсніг (SN) Лайхінген (BW) Ламбрехт (RP) Лампертгайм (HE) Лангельсгайм (NI) Ланген (HE) Лангенау (BW) Лангенбург (BW) Лангенгаген (NI) Лангензельбольд (HE) Лангенфельд (NW) Лангенценн (BY) Ландау (RP) Ландау-ан-дер-Ізар (BY) Ландсберг (ST) Ландсберг-ам-Лех (BY) Ландсгут (BY) Ландштуль (RP) Ланштайн (RP) Лар (BW) Лассан (MV) Лаубах (HE) Лауда-Кенігсгофен (BW) Лауенбург (SH) Лауїнген (BY) Лаупгайм (BW) Лаута (SN) Лаутербах (HE) Лаутер-Бернсбах (SN) Лаутереккен (RP) Лаутерштайн (BW) Лауф-ан-дер-Пегніц (BY) Лауфен (BY) Лауфенбург (BW) Лауффен-ам-Неккар (BW) Лауха-ан-дер-Унструт (ST) Лаухгайм (BW) Лаухгаммер (BB) Лауша (TH) Лебау (SN) | Лебах (SL) Лебус (BB) Левенштайн (BW) Леверкузен (NW) Леестен (TH) Лейпциг (SN) Лемго (NW) Ленгенфельд (SN) Ленгеріх (NW) Лене (NW) Ленінген (NI) Леннештадт (NW) Ленцен (BB) Леонберг (BW) Лер (NI) Леррах (BW) Лерте (NI) Лесніц (SN) Леффінген (BW) Лібенау (HE) Лібенвальде (BB) Ліберозе (BB) Лібштадт (SN) Лімбах-Оберфрона (SN) Лімбург-ан-дер-Лан (HE) Лінген (NI) Ліндау (BY) Лінден (HE) Лінденберг-ім-Альгой (BY) Лінденфельс (HE) Ліндов (BB) Лінніх (NW) Лінц-ам-Райн (RP) Ліппштадт (NW) Ліх (HE) Ліхен (BB) Ліхтенау (BW) Ліхтенау (NW) Ліхтенберг (BY) Ліхтенфельс (BY) Ліхтенфельс (HE) Ліхтенштайн (SN) Лойн (HE) Лойна (ST) | Лойтенберг (TH) Лойтерсгаузен (BY) Лойткірх-в-Алльгої (BW) Лойц (MV) Лоллар (HE) Ломар (NW) Ломмач (SN) Лоне (NI) Лор-ам-Майн (BY) Лорх (BW) Лорх (HE) Лорш (HE) Лугау (SN) Лукау (BB) Лукка (TH) Лунценау (SN) Люббекке (NW) Люббен (BB) Люббенау (BB) Любек, Hansestadt (SH) Любтен (MV) Любц (MV) Люгде (NW) Людвігсбург (BW) Людвігсгафен-на-Рейні (RP) Людвігслюст (MV) Людвігсфельде (BB) Людвігсштадт (BY) Люденшайд (NW) Людінггаузен (NW) Люкенвальде (BB) Люнебург, Hansestadt (NI) Люнен (NW) Лютцен (ST) Лютьєнбург (SH) Люхов (NI) Ляймен (BW) Ляйнгартен (BW) Ляйнефельде-Ворбіс (TH) Ляйнфельден-Ехтердінген (BW) Ляйпгайм (BY) Ляйхлінген (NW) |

### М
| | | |
| Магдала (TH) Магдебург (ST, адмін. центр) Маєн (RP) Маєнбург (BB) Майзенгайм (RP) Майнбернгайм (BY) Майнбург (BY) Майнерцгаґен (NW) Майнінген (TH) Майнталь (HE) Майнц (RP, адмін. центр) Майсен (SN) Максгютте-Гайдгоф (BY) Мальберг (BW) Мальхін (MV) Мальхов (MV) Мангайм (BW) Мандершайд (RP) Мансфельд (ST) Марбах-ам-Неккар (BW) Марбург (HE) Марієнберг (SN) Марінмюнстер (NW) Markgröningen (BW) Маркдорф (BW) Маркклеберг (SN) Маркнойкірхен (SN) Маркранштедт (SN) Марктбрайт (BY) Марктгайденфельд (BY) Марктлойтен (BY) Марктобердорф (BY) Марктредвіц (BY) Марктштефт (BY) Марлов (MV) Марль (NW) Марне (SH) | Марсберг (NW) Маульбронн (BW) Медебах (NW) Меербуш (NW) Меккенгайм (NW) Меккерн (ST) Мекмюль (BW) Мелле (NI) Мельдорф (SH) Мельзунген (HE) Мельн (SH) Мельріхштадт (BY) Меммінген (BY) Менген (BW) Менден (NW) Мендіг (RP) Менхенгладбах (NW) Меппен (NI) Меране (SN) Мерзебург (ST) Меркендорф (BY) Меркіш-Бухгольц (BB) Мерс (NW) Мерсбург (BW) Мерфельден-Валльдорф (HE) Мерциг (SL) Мессінген (BW) Месскірх (BW) Месштеттен (BW) Меттман (NW) Метцинген (BW) Мехерніх (NW) Мешеде (NW) Мільтенберг (BY) Міндельгайм (BY) Мінден (NW) Міров (MV) | Місбах (BY) Міттвайда (SN) Міттенвальде (BB) Міттертайх (BY) Міхельштадт (HE) Мойзельвіц (TH) Монгайм (BY) Монгайм-ам-Райн (NW) Монтабаур (RP) Моншау (NW) Морінген (NI) Мосбах (BW) Мосбург-ан-дер-Ізар (BY) Мундеркінген (BW) Мунстер (NI) Мургардт (BW) Мюгельн (SN) Мюлаккер (BW) Мюлльгайм (BW) Мюльберг (BB) Мюльгайм-ам-Майн (HE) Мюльгайм-ан-дер-Донау (BW) Мюльгайм-Керліх (RP) Мюльгайм-на-Рурі (NW) Мюльгаузен (TH) Мюльдорф (BY) Мюльрозе (BB) Мюнзінген (BW) Мюннерштадт (BY) Мюнстер (NW) Мюнстермайфельд (RP) Мюнхберг (BY) Мюнхеберг (BB) Мюнхен (BY, адмін. центр) Мюнхенбернсдорф (TH) Мюнценберг (HE) Мюхельн (ST) |

### Н
| | | |
| Наббург (BY) Нагольд (BW) Найла (BY) Нассау (RP) Науен (BB) Наумбург (HE) Наумбург (ST) Наунгоф (SN) Наштеттен (RP) Небра (ST) Неккарбішофсгайм (BW) Неккаргемюнд (BW) Неккарзульм (BW) Неккарштайнах (HE) Нердлінген (BY) Нересгайм (BW) Неттеталь (NW) Нетфен (NW) Нечкау (SN) Нібюль (SH) Нігайм (NW) Нідда (HE) Ніддаталь (HE) Ніддерау (HE) Нідегген (NW) Ніденштайн (HE) Нідеркассель (NW) Нідернгалль (BW) Нідер-Ольм (RP) Нідерштеттен (BW) Нідерштотцинген (BW) Німегк (BB) Нінбург (NI) | Нінбург (ST) Нірштайн (RP) Ніскі (SN) Ніттенау (BY) Новий Ульм (BY) Ноєнбург-ам-Райн (BW) Ноєнбюрг (BW) Ноєнгаус (NI) Ноєнраде (NW) Ноєнштадт-ам-Кохер (BW) Ноєнштайн (BW) Ноєрбург (RP) Ноєттінг (BY) Ной-Анспах (HE) Нойбранденбург (MV) Нойбуков (MV) Нойбулах (BW) Нойбург-ан-дер-Донау (BY) Нойвід (RP) Нойгаус-ам-Реннвег (TH) Нойденау (BW) Нойзальца-Шпремберг (SN) Нойзес (BY) Ной-Ізенбург (HE) Нойкален (MV) Нойкірхен (HE) Нойкірхен-Флюн (NW) Нойклостер (MV) Ноймарк (TH) Ноймаркт (BY) Ноймаркт-Занкт-Файт (BY) Ноймюнстер (SH) Нойнбург-форм-Вальд (BY) | Нойнкірхен (SL) Нойруппін (BB) Нойс (NW) Нойтраублінг (BY) Нойффен (BW) Нойштадт (HE) Нойштадт (SH) Нойштадт (BB) Нойштадт-ам-Кульм (BY) Нойштадт-ам-Рюбенберге (NI) Нойштадт-ан-дер-Вайнштрассе (RP) Нойштадт-ан-дер-Вальднааб (BY) Нойштадт-ан-дер-Донау (BY) Нойштадт-ан-дер-Орла (TH) Нойштадт-бай-Кобург (BY) Нойштадт-в-Саксонії (SN) Нойштадт-Глеве (MV) Нойштадт-на-Айші (BY) Нойштреліц (MV) Нордгаузен (TH) Нордгорн (NI) Норден (NI) Норденгам (NI) Нордернай (NI) Нордерштедт (SH) Нортгайм (NI) Норторф (SH) Носсен (SN) Nottertal-Heilinger Höhen (TH) Нюрнберг (BY) Нюртінген (BW) |

### О
| | | |
| Оберасбах (BY) Обервезель (RP) Обервізенталь (SN) Обергарц-ам-Броккен (ST) Обергаузен (NW) Обергоф (TH) Oberzent (HE) Оберкірх (BW) Оберкохен (BW) Оберлунгвіц (SN) Обермошель (RP) Обернбург (BY) Оберндорф-ам-Неккар (BW) Обернкірхен (NI) Обер-Рамштадт (HE) Оберріксінген (BW) Обертсгаузен (HE) Оберурзель (HE) Оберфіхтах (BY) Овен (BW) Одерберг (BB) | Ойскірхен (NW) Ойтін (SH) Оксенгаузен (BW) Оксенфурт (BY) Ольбернгау (SN) Ольденбург (SH) Ольденбург (NI) Ольпе (NW) Ольсберг (NW) Ольфен (NW) Ольхінг (BY) Оппенау (BW) Оппенгайм (RP) Оранієнбург (BB) Оранінбаум-Верліц (ST) Ордруф (TH) Ор-Еркеншвік (NW) Орламюнде (TH) Орнбау (BY) Ортенберг (HE) Ортранд (BB) | Оснабрюк (NI) Остгайм (BY) Остгофен (RP) Остербург (ST) Остербуркен (BW) Остервік (ST) Остергольц-Шармбек (NI) Остергофен (BY) Остероде-ам-Гарц (NI) Остерфельд (ST) Остріц (SN) Остфільдерн (BW) Оттвайлер (SL) Оттерберг (RP) Otterndorf (NI) Оферат (NW) Оффенбах-на-Майні (HE) Оффенбург (BW) Охтруп (NW) Ошац (SN) Ошерслебен (ST) |

### П
| | | |
| Падерборн (NW) Пазевальк (MV) Пайне (NI) Пайц (BB) Папенбург (NI) Паппенгайм (BY) Парсберг (BY) Пархім (MV) Пассау (BY) Паттензен (NI) Пауза-Мюльтрофф (SN) Пегау (SN) Пегніц (BY) Пеніг (SN) Пенкун (MV) Пенцберг (BY) Пенцлін (MV) Перлеберг (BB) Песнек (TH) Петерсгаген (NW) | Піннеберг (SH) Пірмазенс (RP) Пірна (SN) Плайштайн (BY) Платтлінг (BY) Плау-ам-Зее (MV) Плауе (TH) Плауен (SN) Плен (SH) Плеттенберг (NW) Плохінген (BW) Покау-Ленгефельд (SN) Поккінг (BY) Польгайм (HE) Польх (RP) Порта-Вестфаліка (NW) Потсдам (BB, адмін. центр) Поттенштайн (BY) Премніц (BB) Пренцлау (BB) | Прессат (BY) Прец (SH) Пріксенштадт (BY) Пріцвальк (BB) Пройсіш-Ольдендорф (NW) Прюм (RP) Пульгайм (NW) Пульсніц (SN) Путбус (MV) Путліц (BB) Пухгайм (BY) Пфарркірхен (BY) Пфаффенгофен-ан-дер-Ільм (BY) Пфорцгайм (BW) Пфраймд (BY) Пфуллендорф (BW) Пфуллінген (BW) Пфунгштадт (HE) Пюттлінген (SL) |

### Р
| | | |
| Рабенау (SN) Равенсбург (BW) Рагун-Єсніц (ST) Радеберг (SN) Радебойль (SN) Радебург (SN) Раден (NW) Радеформвальд (NW) Радольфцелль (BW) Райн (BY) Райнау (BW) Райнбах (NW) Райнбек (SH) Райнбеллен (RP) Райнберг (NW) Райнгайм (HE) Райне (NW) Райнсберг (BB) Райнфельд (SH) Райнфельден (BW) Райнштеттен (BW) Райхельсгайм (HE) Райхенбах (SN) Райхенбах-ім-Фогтланд (SN) Рамштайн-Мізенбах (RP) Раніс (TH) Рансбах-Баумбах (RP) Растенберг (TH) Ратенов (BB) Ратінген (NW) Рацебург (SH) Рауенберг (BW) Раунгайм (HE) Раушенберг (HE) Рафенштайн (BW) Раштат (BW) Ребель (MV) | Ребург-Локкум (NI) Регау (BY) Реген (BY) Регенсбург (BY) Регіс-Брайтінген (SN) Реда-Віденбрюк (NW) Реде (NW) Реденталь (BY) Редермарк (HE) Реклінггаузен (NW) Ремаген (RP) Ремгільд (TH) Ремзек-на-Неккарі (BW) Ремшайд (NW) Рена (MV) Рендсбург (SH) Реннерод (RP) Реннінген (BW) Ренс (RP) Ренхен (BW) Рерік (MV) Рес (NW) Ресрат (NW) Рета (SN) Ретем (NI) Ретенбах-ан-дер-Пегніц (BY) Реттінген (BY) Рец (BY) Рібніц-Дамгартен (MV) Ріденбург (BY) Рідлінген (BW) Рідштадт (HE) Різа (SN) Рінек (BY) Рінов (BB) Рінтельн (NI) Рітберг (NW) | Ріхтенберг (MV) Родальбен (RP) Родгау (HE) Родевіш (SN) Роденберг (NI) Родінг (BY) Розенгайм (BY) Розенталь (HE) Розенфельд (BW) Ройтлінген (BW) Роккенгаузен (RP) Ромрод (HE) Роннебург (TH) Ронненберг (NI) Росбах-фор-дер-Геє (HE) Росвайн (SN) Roßleben-Wiehe (TH) Росток, Hansestadt (MV) Рот (BY) Ротенбург (SN) Ротенбург (NI) Ротенбург-на-Таубері (BY) Ротенбург-на-Фульді (HE) Ротенфельс (BY) Роттвайль (BW) Роттенбург-ам-Неккар (BW) Роттенбург-ан-дер-Лаабер (BY) Рохліц (SN) Рудольштадт (TH) Рула (TH) Руланд (BB) Рункель (HE) Rutesheim (BW) Рюдесгайм-ам-Райн (HE) Рюссельсгайм-ам-Майн (HE) Рютен (NW) |

### С
|                               |               |              |
| Саарбрюкен (SL, адмін. центр) | Саарбург (RP) | Саарлуї (SL) |

### Т
| | | |
| Тале (ST) Тальгайм (SN) Тамбах-Дітарц (TH) Тангергютте (ST) Тангермюнде (ST) Танн (HE) Танна (TH) Таннгаузен (BY) Тарандт (SN) Таубербішофсгайм (BW) Таунусштайн (HE) Тауха (SN) Твістрінген (NI) Тегернзе (BY) Тегінг-ам-Інн (BY) Текленбург (NW) Тельгте (NW) Тельтов (BB) Темар (TH) Темплін (BB) | Тенген (BW) Тенісфорст (NW) Теннінг (SH) Тессін (MV) Тетеров (MV) Теттнанг (BW) Тіршенройт (BY) Тітізе-Нойштадт (BW) Тіттмонінг (BY) Тодтнау (BW) Тойбліц (BY) Тойпіц (BB) Тойхерн (ST) Тойшніц (BY) Торгау (SN) Торгелов (MV) Торнеш (SH) Трабен-Трарбах (RP) Траунройт (BY) Траунштайн (BY) | Треббін (BB) Требзен (SN) Трендельбург (HE) Треффурт (TH) Триптіс (TH) Тріберг-ім-Шварцвальд (BW) Трібзес (MV) Трір (RP) Троєн (SN) Троєнбрітцен (BB) Тройхтлінген (BY) Тросдорф (NW) Trossingen (BW) Тростберг (BY) Трохтельфінген (BW) Тум (SN) Тутлінген (BW) Тюбінген (BW) |

### У
|                                                 |                                                          |                                                         |
| Угінген (BW) Узедом (MV) Узінген (HE) Ульм (BW) | Ульмен (RP) Ульріхштайн (HE) Уммерштадт (TH) Ункель (RP) | Унна (NW) Унтершляйсгайм (BY) Услар (NI) Уффенгайм (BY) |

### Ф
| | | |
| Файгінген-ан-дер-Енц (BW) Фаллендар (RP) Фалькенберг (BB) Фалькензе (BB) Фалькенштайн (SN) Фалькенштайн (ST) Фарель (NI) Фаха (TH) Фелен (NW) Фелльбах (BW) Фелльберг (BW) Фелльмар (HE) Фельберт (NW) Фельбург (BY) Фельден (BY) Фельклінген (SL) Фельсберг (HE) Фельтен (BB) Фемарн (SH) Ферде (NW) Ферден-ан-дер-Аллер (NI) Ференбах (BW) Ферінген (BY) Ферінгенштадт (BW) Ферль (NW) Ферсмольд (NW) Фехта (NI) Фечау (BB) Філіппсбург (BW) Філлінген-Швеннінген (BW) Фільдерштадт (BW) Фільзек (BY) Фільсбібург (BY) Фільсгофен-ан-дер-Донау (BY) | Фінстервальде (BB) Фірзен (NW) Фірнгайм (HE) Фіссельгефеде (NI) Фіхтах (BY) Фладунген (BY) Флеа (SN) Фленсбург (SH) Флерсгайм-ам-Майн (HE) Флорштадт (HE) Флото (NW) Фобург (BY) Фогтсбург (BW) Фоенштраус (BY) Фойхтванген (BY) Фольках (BY) Фолькмарзен (HE) Форст (BB) Форхгайм (BY) Форхтенберг (BW) Фрайберг (SN) Фрайберг-ам-Неккар (BW) Фрайбург (ST) Фрайбург (BW) Фрайзінг (BY) Фрайлассінг (BY) Фрайнсгайм (RP) Фрайталь (SN) Фрайштадт (BY) Франкенау (HE) Франкенберг (HE) Франкенберг (SN) Франкенталь (RP) | Франкфурт-на-Майні (HE) Франкфурт-на-Одері (BB) Францбург (MV) Фрауенштайн (SN) Фраюнг (BY) Фреден (NW) Френденберг (NW) Фререн (NI) Фрехен (NW) Фрідберг (BY) Фрідберг (HE) Fridingen an der Donau (BW) Фрідланд (BB) Фрідланд (MV) Фрідріхрода (TH) Фрідріхсгафен (BW) Фрідріхсдорф (HE) Фрідріхсталь (SL) Фрідріхштадт (SH) Фрізак (BB) Фрізойте (NI) Фріцлар (HE) Фробург (SN) Фройденберг (BW) Фройденберг (NW) Фройденштадт (BW) Фульда (HE) Фуртванген-ім-Шварцвальд (BW) Фурт-ім-Вальд (BY) Фюрстенау (NI) Фюрстенберг (BB) Фюрстенвальде (BB) Фюрстенфельдбрук (BY) Фюрт (BY) Фюссен (BY) |

### Х
|             |  |  |
| Хемніц (SN) |  |  |

### Ц
| | | |
| Цайль-ам-Майн (BY) Цайц (ST) Цана-Ельстер (ST) Царрентін-ам-Шаальзе (MV) Цвайбрюккен (RP) Цвеніц (SN) Цвенкау (SN) Цвізель (BY) Цвікау (SN) | Цвінгенберг (HE) Цеденік (BB) Целла-Меліс (TH) Целле (NI) Целль-ім-Візенталь (BW) Целль-на-Гармерсбасі (BW) Цель (RP) Цербіг (ST) Цербст (ST) | Цефен (NI) Цигенрюк (TH) Цизар (BB) Цирндорф (BY) Циттау (SN) Ціренберг (HE) Цойленрода-Трібес (TH) Цоссен (BB) Цюльпіх (NW) |

### Ч
|            |  |  |
| Чопау (SN) |  |  |

### Ш
| | | |
| Шайбенберг (SN) Шайнфельд (BY) Шалькау (TH) Шауенштайн (BY) Шваан (MV) Швабах (BY) Швабмюнхен (BY) Швабський Галль (BW) Швабський Гмюнд (BW) Швайгерн (BW) Швайнфурт (BY) Швайх (RP) Швальбах-ам-Таунус (HE) Швальмштадт (HE) Швандорф (BY) Шванебек (ST) Schwarzatal (TH) Шварцгайде (BB) Шварценбах-ам-Вальд (BY) Шварценбах-ан-дер-Заале (BY) Шварценбек (SH) Шварценберг (SN) Шварценборн (HE) Шведт (BB) Schwelm (NW) Швентіненталь (SH) Шверін (MV, адмін. центр) Шверте (NW) Шветцинген (BW) Шельклінген (BW) Шемберг (BW) Шенау (BW) Шенау-ім-Шварцвальд (BW) Шенберг (MV) Шенвальд (BY) Шенебек (ST) Шеневальде (BB) Шенек (SN) Шенефельд (SH) Шензее (BY) Шенінген (NI) Шеппенштедт (NI) Шер (BW) Шесліц (BY) | Шидер-Шваленберг (NW) Шиллінгсфюрст (BY) Шильтах (BW) Ширгісвальде-Кіршау (SN) Шифферштадт (RP) Шкелен (TH) Шкойдіц (SN) Шлезвіг (SH) Шлеттау (SN) Шлібен (BB) Шліц (HE) Шлойзінген (TH) Шлос-Гольте-Штукенброк (NW) Шлюссельфельд (BY) Шлюхтерн (HE) Шляйден (NW) Шляйц (TH) Шмалленберг (NW) Шмалькальден (TH) Шмелльн (TH) Шнайттенбах (BY) Шнакенбург (NI) Шнеєберг (SN) Шнефердінген (NI) Шонгау (BY) Шопфгайм (BW) Шорндорф (BW) Шортенс (NI) Шоттен (HE) Шпаєр (RP) Шпайхер (RP) Spaichingen (BW) Шпальт (BY) Шпангенберг (HE) Шпенге (NW) Шпремберг (BB) Шпрінге (NI) Sprockhövel (NW) Шрамберг (BW) Шраплау (ST) Шрісгайм (BW) Шробенгаузен (BY) Шроцберг (BW) Штаде (NI) | Штадталлендорф (HE) Штадтберген (BY) Штадт-Велен (SN) Штадтгаґен (NI) Штадтільм (TH) Штадтлон (NW) Штадтольдендорф (NI) Штадтпроцельтен (BY) Штадтрода (TH) Штадтштайнах (BY) Штайн (BY) Штайнау-ан-дер-Штрасе (HE) Штайнах (TH) Штайнбах (HE) Штайнбах-Галленберг (TH) Штайнгайм (NW) Штайнгайм-ан-дер-Мурр (BW) Штайнфурт (NW) Штарнберг (BY) Штасфурт (ST) Штауфенберг (HE) Штауфен-ім-Брайсгау (BW) Штафенгаген (MV) Штендаль (ST) Штернберг (MV) Штессен (ST) Штокках (BW) Штольберг (NW) Штольберг (SN) Штольпен (SN) Шторков (BB) Штрален (NW) Штральзунд, Hansestadt (MV) Штрасбург (MV) Штраубінг (BY) Штраусберг (BB) Штрела (SN) Штромберг (RP) Штутгарт (BW, адмін. центр) Штутензе (BW) Штюлінген (BW) Шютторф (NI) |

### Ю
|                                                          |                                     |           |
| Юбах-Паленберг (NW) Юбігау-Варенбрюк (BB) Юкермюнде (MV) | Юліх (NW) Ютербог (BB) Ютерзен (SH) | Юхен (NW) |

### Я
|            |  |  |
| Ярмен (MV) |  |  |